# Општина Калинешти (Марамуреш)
Калинешти (рум. Călineşti) општина је у Румунији у округу Марамуреш.
Oпштина се налази на надморској висини од 392 m.